# Macrognathus siamensis
Macrognathus siamensis är en fiskart som först beskrevs av Günther, 1861.  Macrognathus siamensis ingår i släktet Macrognathus och familjen Mastacembelidae. IUCN kategoriserar arten globalt som livskraftig. Inga underarter finns listade i Catalogue of Life.